# Port-Louis (Bretagna)
Port-Louis è un comune francese di 2 897 abitanti situato nel dipartimento del Morbihan nella regione della Bretagna. Essa è sita su una penisola che strozza da sud l'estuario del fiume Blavet, di fronte alla città di Lorient.

## Storia
Il nome antico del comune era Blavet. Nel 1618 fu rinominato Port-Louis in onore di Luigi XIII, che ne volle fare una città fortificata.
In effetti essa era stata già in precedenza fortificata dal comandante spagnolo don Juan del Águila, dandole il nome di Fuerte del Águila ("Forte dell'Aquila").
Gli spagnoli erano stati chiamati nel 1590 dal duca di Mercoeur per sostenere la Lega Cattolica contro gli ugonotti e fu loro concessa come base navale, utilizzata come tale nell'ultimo decennio della guerra anglo-spagnola dal 1585 al 1604.
Con la Pace di Vervins (2 maggio 1598) gli spagnoli la abbandonarono, restituendola alla Francia di Enrico IV.
Semidemolita all'inizio del XVII secolo, fu ripresa in considerazione come fortezza e ricostruita assumendo da 1642, con il nuovo nome di Port-Louis, un ruolo chiave per la difesa della rada. Durante la Rivoluzione francese, il comune ha portato il nome di "Port-de-l'Égalité" e di "Port-Liberté".

Cittadella (fortezza)

## Società

### Evoluzione demografica
Abitanti censiti

## Amministrazione

### Gemellaggi
- Bad Harzburg, Germania